# عبد المجيد حسن (سلطان بروناي)
عبد المجيد حسن (بالإنجليزية: Abdul Majid Hassan) (و. 1380 – 1408 م) هو سلطان بروناي الثاني، توفي في نانجينغ، عن عمر يناهز 28 عاماً.

## مناصب
تولى منصب سلطان بروناي ‏
.